# Ivan Lins
Pour les articles homonymes, voir Lins (homonymie).
Ivan Guimaraes Lins (né le 16 juin 1945 à Rio de Janeiro) est un chanteur et compositeur brésilien parmi les plus interprétés aux Etats-Unis. Son style musical est un mélange subtil de bossa-nova, jazz et MPB  ainsi que d'autres musiques brésiliennes. Sa musique se distingue par une grande richesse harmonique. En plus de quarante ans de carrière, Ivan Lins a construit une œuvre reconnaissable dès le premier accord. Des centaines de chansons telle Dinorah, Dinorah  ou Setembro sont devenues des succès au Brésil et dans le monde entier et sont aujourd'hui des classiques.   

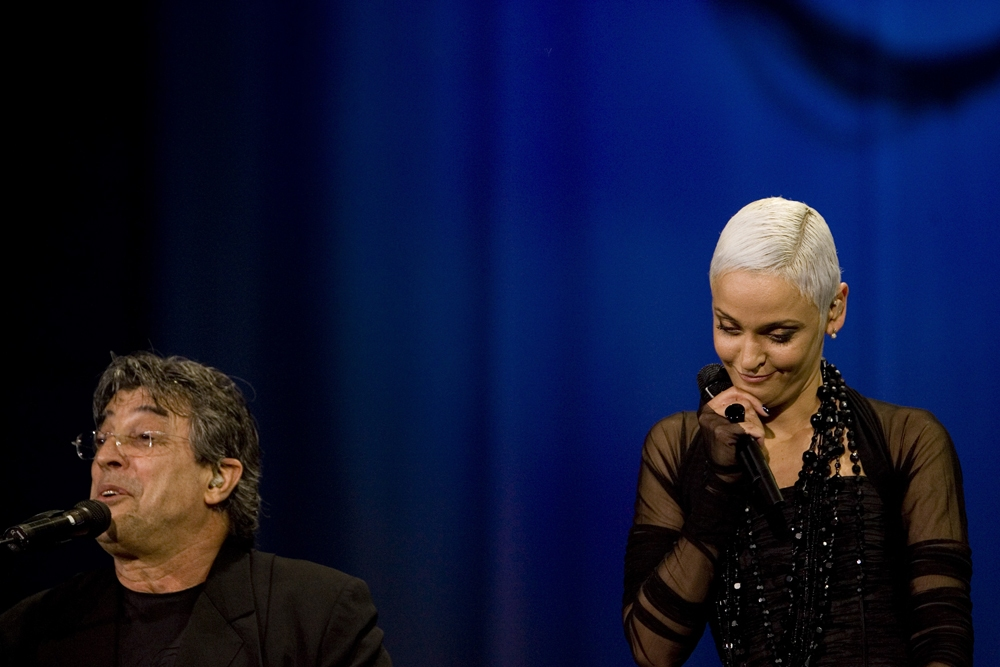
Mariza, chanteuse portugaise de fado, et Ivan Lins, chanteur, musicien et compositeur brésilien sur scène à Lisbonne en 2007

## Biographie
Ivan Lins est né à Rio, mais a grandi à Boston , où son père a étudié la construction navale au MIT . Après des études dans une école militaire de Rio, il a étudié à l'Université de Rio (diplôme en 1969). À l'âge de 18 ans, il a appris à jouer du piano et a commencé à jouer du jazz et de la bossa nova.
Classé parmi les meilleurs artistes  de la Musique Populaire Brésilienne, ses chansons ont été interprétées par des nombreux artistes. Elis Regina fut la première à chanter la chanson Madalena, son premier succès en 1970 suivi de Amor e o meu pais, Desesperar jamais ou Aos nossos filhos. Simone est une de ses meilleures interprètes (Começar de Novo, 1977). Cette chanson, dont le titre signifie « Recommencer »  est un poème à double sens qui est d'une part, le parcours d'une personne, ni homme, ni femme, qui a vécu une relation difficile et une critique de la dictature militaire, avec des artifices littéraires afin de contourner la censure.
Sa musique est influencée entre autres par la bossa nova, les rythmes du nord-est brésilien ou le jazz. Ivan Lins a trouvé des sources d'inspiration musicale chez Antônio Carlos Jobim (Tom Jobim) mais aussi Dorival Caymmi, Michel Legrand, Henry Mancini ou encore Jimmy Webb. Les textes de ses chansons sont signés par le parolier Ronaldo Monteiro et par son partenaire le poète et auteur Vitor Martins.
Les chansons et musiques d'Ivan Lins ont été enregistrées par de très nombreux artistes aux États-Unis dont Sting, Sarah Vaughan, Ella Fitzgerald, Barbara Streisand, Mark Murphy, Quincy Jones, George Benson, The Manhattan Transfer, Diane Schuur, Carmen McRae, Nancy Wilson, Eliane Elias, Patti Austin, Toots Thielemans, Shirley Horn, Lee Ritenour, David Benoit, Dave Grusin, Sergio Mendes, Jane Monheit.
Le titre Camaleao obtient un Grammy Award en 2001 dans la catégorie « Vocal pop » (album The love affair) interprété par Grover Washington, Jr.. Côté Brésilien, de nombreux artistes ont chanté en duo avec Ivan Lins comme Joyce, Fatima Guedes, Ed Motta et bien d'autres.  
En 2009, Ivan Lins est récompensé à nouveau par un Latin Grammy Award avec l'album Ivan Lins et le Metropole Orchestra, enregistré avec un orchestre néerlandais arrangé et dirigé par Ivan Lins et Vince Mendoza. Parmi les invités de cet album, figurent le guitariste uruguayen Leonardo Amuedo, la chanteuse hollandaise jazz et pop Trijntje Oosterhuis, le saxophoniste Stefano Di Batista et le chanteur portugais Paulo de Carvalho.
En 2012, Ivan Lins a enregistré un CD au Brésil, Amorágio, titre inspiré par un poème de Salgado Maranhão et a travaillé pour l'occasion avec quelques-uns des  représentants de la nouvelle  génération de chanteurs ou compositeurs comme Maria Gadu, Pedro Luiz, Tatiana Parra et le portugais Antonio Zambujo.
En 2013, Ivan Lins a enregistré l'album Cornucopia avec le Big Band de Sttugart en Allemagne. Ce projet musical a bénéficié des arrangements de Ralf Smidt et des prestations musicales du saxophoniste Andi Maile et du trompettiste Joo Kraus.
En 2015, Ivan Lins a fêté ses 70 ans  et 45 ans de carrière, en proposant  le CD  America Brazil. Dans ce CD, il réécrit les anciennes chansons qui n'ont pas été mises en évidence par les médias. Ce travail a été arrangé par le pianiste Marco Brito,
Ivan Lins est attaché à Rio et au Brésil mais sa musique l'a amené à jouer sur de nombreuses scènes dans le monde, participant à des festivals comme le
Jazz à Vienne en juillet 1997   au  Festival de Jazz de Java en 2018 ou aux États-Unis, notamment  en octobre 2008 au Blue Note à New York , au  Blue Note de Tokyo en novembre 2019 avec Lee Ritenour et Dave Grusin  . Ivan Lins joue aussi avec des orchestres symphoniques tel que le Metropole Orchestra en Hollande  en 2011 ou avec le SWR , l'orchestre symphonique de Stuttgart en 2014. Ivan Lins continue à se produire en concert au Brésil mais aussi en Europe, notamment au  Festival de jazz Montreux , en juillet 2019 avec Chucho Valdes et Irakere  aux États-Unis, notamment à l'Hollywood Bowl en aout 2019 . En 2020, l'artiste  devait fêter son 50e anniversaire sur scène en Europe  et en Amérique du Nord mais la crise sanitaire du Covid-19 a fait fermer les lieux de spectacle dans le monde entier.

## Récompenses et distinctions
En 2005, il remporte deux Grammy Awards : album de l'année et meilleure MPB (Musique populaire Brésilienne) avec l'album Cantando historias. Il devient le premier artiste brésilien de langue portugaise à le faire[réf. nécessaire]. 
| Année | Catégorie                               | Œuvre musicale                 | Résultat  |
| ----- | --------------------------------------- | ------------------------------ | --------- |
| 2000  | Meilleure performance pop instrumentale | Dois corregos                  | Nommé     |
| 2002  | Album de l'année                        | Jobiniando                     | Nommé     |
| 2005  | Album de l'année                        | Cantando Historias             | Vainqueur |
| 2005  | Meilleur album MPB                      | Cantando Historias             | Vainqueur |
| 2006  | Meilleur chanteur/compositeur           | Acariocando                    | Nommé     |
| 2009  | Album de l'année                        | Arlequim Desconhecido          | Nommé     |
| 2009  | Album MPB de l'année                    | Regencia: Vince Mendoza        | Vainqueur |
| 2014  | Album MPB de l'année                    | Inventa Rio encontra Ivan Lins | Nommé     |
| 2015  | Album MPB de l'année                    | América Brasil                 | Vainqueur |

Tableau des victoires et nominations au Latin Grammy Awards

## Discographie
- Agora (1970)
- Deixa O Trem Seguir (1971)
- Quem Sou Eu (1972)
- Modo Livre (1974)
- Chama Acesa (1975)
- Somos Todos Iguais Nesta Noite (1977)
- Nos Dias de Hoje (1978)
- A Noite (1979)
- Novo Tempo (1980)
- Daquilo Que Eu Sei (1981)
- Depois dos Temporais (1983)
- Juntos (1984)
- Ivan Lins (1986)
- Mãos (1987)
- Love Dance (1988)
- Amar Assim (1989)
- Awa Yiô (1993)
- A Doce Presença de Ivan Lins (1995)
- Anjo de Mim (1995)
- I'm Not Alone (1996)
- Acervo Especial, Vol. 2 (1997)
- Ivan Lins/Chucho Valdés/Irakere/Ao Vivo (1996)
- Viva Noel: Tributo a Noel Rosa Vols. 1, 2, 3 (1997)
- Live at MCG (1999)
- Dois Córregos (1999)
- Um Novo Tempo (1998)
- A Cor Do Pôr-Do-Sol (2000)
- Love Affair (2000) Onze de ses chansons interprétées par des artistes reconnus tels Sting, Chaka Khan, Peter White, Grover Washington Jr, Brenda    Russell, Vanessa Williams, Diana Reeves. Un évènement rare dans la carrière d'un compositeur.
- Jobiniando (2001)
- Love Songs - A Quem Me Faz Feliz (2002)
- I Love Mpb - Amor (2004)
- Cantando Histórias (2004)- Un excellent album Live pour fêter ses 30 ans de carrière avec des interprètes tels Simone, Zizi Possi ou Jorge Dirceu
- Acariocando (2006)
- Saudades de Casa (2007)
- Ivan Lins & Metropole orchestra (2009)
- Intimo (2010)
- Amoragio (2012)
- InventaRio incontra Ivan Lins (2013)[14]
- Cornucopia (2013)
- America Brasil (2015)[15]